# Paweł Deląg
Paweł Maciej Deląg (Cracovia, 29 aprile 1970) è un attore polacco.

## Biografia
Fratello maggiore dell'attrice Dorota Deląg, Paweł si è diplomato all'Accademia di Arte Drammatica Ludwik Solski di Cracovia e ha cominciato a recitare nel 1993. In questi anni è stato particolarmente attivo a teatro, ma ha preso parte anche a varie serie televisive polacche e ad alcune pellicole cinematografiche internazionali come Schindler's List - La lista di Schindler (suo primo film) e La sciamana.
Nel 2001 ha ottenuto il ruolo di protagonista del film Quo vadis? di Jerzy Kawalerowicz, ispirato al romanzo di Henryk Sienkiewicz. Nel 2005 ha partecipato come concorrente alla trasmissione Taniec z gwiazdami, la versione polacca di Ballando con le stelle, dove si è classificato settimo. 
Negli anni successivi Deląg ha recitato in diversi film e telefilm, anche stranieri e si è trasferito in Russia.

## Filmografia parziale

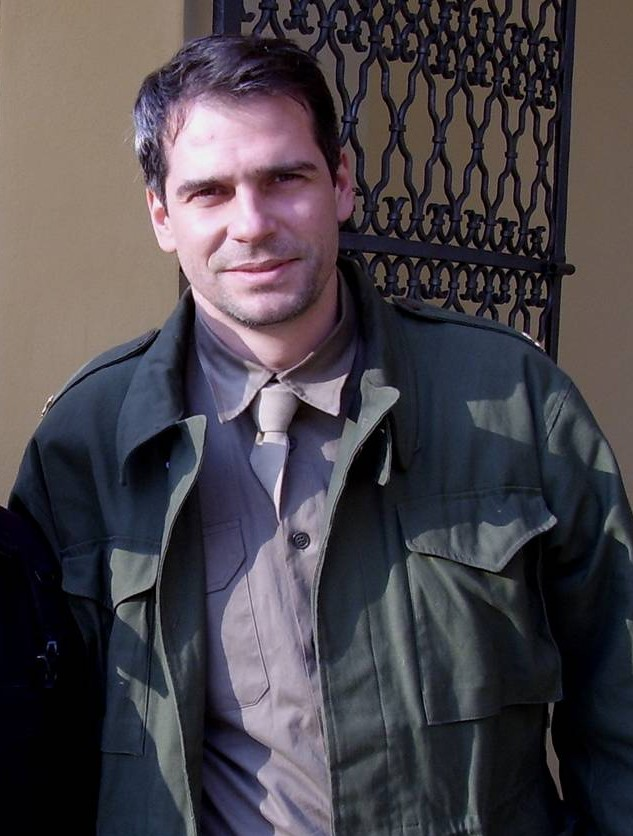
Paweł Deląg nel 2007

### Cinema
- Schindler's List - La lista di Schindler, regia di Steven Spielberg (1993)
- Halál sekély vízben, regia di Imre Gyöngyössy e Barna Kabay (1994)
- Młode wilki, regia di Jarosław Żamojda (1995)
- La sciamana (Szamanka), regia di Andrzej Żuławski (1996)
- Kiler, regia di Juliusz Machulski (1997)
- Młode wilki 1/2, regia di Jarosław Żamojda (1998)
- Kochaj i rób co chcesz, regia di Robert Gliński (1998)
- Ciemna strona Wenus, regia di Radosław Piwowarski (1998)
- Złoto dezerterów, regia di Janusz Majewski (1998)
- Chłopaki nie płaczą, regia di Olaf Lubaszenko (2000)
- Quo vadis?, regia di Jerzy Kawalerowicz (2001)
- Haker, regia di Janusz Zaorski (2002)
- Zróbmy sobie wnuka, regia di Marek Rębacz (2003)
- Ja wam pokażę!, regia di Denis Delić (2006)
- Komisarz Blond i Oko Sprawiedliwości, regia di Paweł Czarzasty (2012)

### Televisione
- Fitness Club - serie TV (1994-1995)
- Das Geheimnis des Sagala - serie TV, 2 episodi (1997)
- Sława i chwała - serie TV, 7 episodi (1998)
- Siedlisko - serie TV (1999)
- Tygrysy Europy - serie TV (1999)
- Dziki - miniserie TV (2004)
- Tajemnica twierdzy szyfrów - serie TV, 1 episodio (2007)
- Kryminalni - serie TV, 1 episodio (2008)
- V iyune 41-go - serie TV, 1 episodio (2008)
- Na kocią łapę - serie TV (2008)
- Na dobre i na złe - serie TV, 44 episodi (2006-2008)
- Przystań - serie TV, 5 episodi (2009)
- Apetyt na życie - serie TV, 4 episodi (2010)
- Le Destin de Rome Il destino di Roma: Marco Antonio
- Komisarz Alex - serie TV, 1 episodio (2013)
- Ojciec Mateusz - serie TV, 1 episodio (2014)